# Peuceptyelus minutus
Peuceptyelus minutus är en insektsart som beskrevs av Victor Lallemand 1927. Peuceptyelus minutus ingår i släktet Peuceptyelus och familjen spottstritar. Inga underarter finns listade i Catalogue of Life.